# カルロス・カスティージョ・アルマス

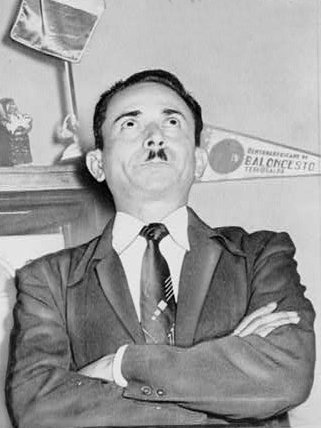
カスティージョ・アルマス（1954年）

カルロス・カスティージョ・アルマス（Carlos Castillo Armas、1914年11月4日 - 1957年7月26日）は、グアテマラの軍人、政治家。1954年にアメリカ合衆国のCIAによって組織されたクーデターを率いてグアテマラの臨時大統領に就任したが、3年後に暗殺された。カスティージョ・アルマス以後、グアテマラでは軍人独裁の時代が30年以上続いた。

## 生涯
カスティージョ・アルマスはエスクィントラ県サンタ・ルシア・コツマルグアパに生まれ、国立軍学校 (es:Escuela Politécnica (Guatemala)) を卒業した。

### グアテマラ革命
1944年6月の反政府運動によってホルヘ・ウビコが大統領を辞職した後、フアン・フェデリコ・ポンセ・バイデス将軍が臨時大統領に就任したが、10月にフランシスコ・ハビエル・アラナとハコボ・アルベンスに率いられた将校のクーデターによってポンセ・バイデス政権が倒された。これがグアテマラ革命のはじまりである:28–29。12月に行われた選挙でフアン・ホセ・アレバロが大統領に選ばれた。
新政府においてカスティージョ・アルマスはグアテマラ国軍の幕僚に就任し、1945年10月から1946年4月にかけてアメリカ合衆国カンザス州レブンワース砦にあるアメリカ陸軍指揮幕僚大学で訓練を受けた:11-12。ここでカスティージョ・アルマスは米軍内に多くの友人を作った。
1947年には国立軍学校の校長をつとめた:13。1949年にはスチテペケス県マサテナンゴ第4軍管区の司令官に就任した:13。

### 反政府運動
グアテマラ革命の功労者であるアラナとアルベンスの間には緊張が高まり、アラナはアレバロ大統領に最後通牒を送ってアルベンス派を政権から除外しなければクーデターを起こすと恫喝したが、1949年7月18日にアルベンスの手の者に暗殺された:59–69:13-16。アラナの支持者の多くは反乱を起こしたが、指導者を欠いたために失敗に終わった:16。
当時マサテナンゴにいたカスティージョ・アルマスは反乱には加わらなかったが、アラナ派とみなされて司令官の任を解かれ、翌月逮捕された:16-19。12月に釈放された後、カスティージョ・アルマスはCIAを含む国内外の勢力と連絡を取って政府打倒を目指すようになった。彼は翌1950年にラ・アウロラ軍事基地でクーデターを試みたが失敗して負傷し、死刑を宣告されたが、脱獄してコロンビア大使館に逃げこみ、その後亡命した:23-25。一方アルベンスはその年の選挙で圧勝を収め、次期大統領に選出された。
亡命後のカスティージョ・アルマスはCIAと連絡を取りつづけ、CIAは反アルベンス派を支援するPBFORTUNE作戦 (Operation PBFortune) を立てたが、アルベンス政権を倒すには至らなかった:25-41。1953年にドワイト・D・アイゼンハワーがアメリカ合衆国大統領に就任すると、国務長官ジョン・フォスター・ダレスとその弟のCIA長官アレン・ウェルシュ・ダレスはカスティージョ・アルマスにクーデターを起こさせるPBSUCCESS作戦を新たに立てた:37-43。1954年5月にアルベンスがチェコスロバキアから武器を購入したことが明らかになり、最終的にアルベンスが共産主義者につながっていると判断したCIAはクーデターを決断した:48-49。

### 1954年のクーデター
1954年6月15日、カスティージョ・アルマスの率いる500人近くの兵士による国民解放軍(Ejército de Liberación Nacional)がホンジュラスおよびエルサルバドルの国境地帯を越えてグアテマラに侵入し、国境に近いチキムラ県エスキプラスを占領したが:49、反乱軍の規模は小さく、強い抵抗にあってそれ以上の成功をおさめることはなかった:49-50。しかしながらグアテマラ国軍はアメリカが直接海兵隊を送ってくることを恐れ、これがアルベンスと軍の反目を呼んだ。この状況を利用してカスティージョ・アルマスは県都チキムラを6月23日に占領し、25日には首都グアテマラシティのマタモロス砦を航空機によって爆撃した。6月27日にアルベンスは大統領を辞任した:51-52。

### 大統領
1954年7月はじめに軍事評議会（フンタ）が設立された。カスティージョ・アルマスは評議会のメンバーとして加わり、その2か月後に正式に臨時大統領に就任した:52。
カスティージョ・アルマスの政治の基本はグアテマラ革命の10年間の改革をすべて否定することだった。農地改革法は廃止され、農地改革によって農民に与えられた土地は元の大土地所有者に戻された。
CIAからの要請によって彼は反共産主義防衛委員会(Comité de Defensa contra el Comunismo)を設立したが:99、これはラテンアメリカ初の死の部隊と見なされている。カスティージョ・アルマスは政府から左翼シンパと疑われる人物を政府や労働組合から除外し、ウビコ時代の秘密警察を再結成した。
1955年、カスティージョ・アルマスは翌年に予定されていた大統領選挙を延期した。カスティージョ・アルマスは自ら国民解放運動(Movimiento de Liberación Nacional, MLN)という党を結成し、他の党から大統領候補を出すことを禁止した。1945年の憲法は破棄され、新たな憲法が1956年に制定された。

### 暗殺
1957年7月、カスティージョ・アルマスは大統領官邸内で衛兵のロメオ・バスケス・サンチェスによって暗殺された:54。バスケス・サンチェスがその直後に自殺したため、暗殺の理由は今も不明のまま残っている:54-55。